# Passaggio del Gois

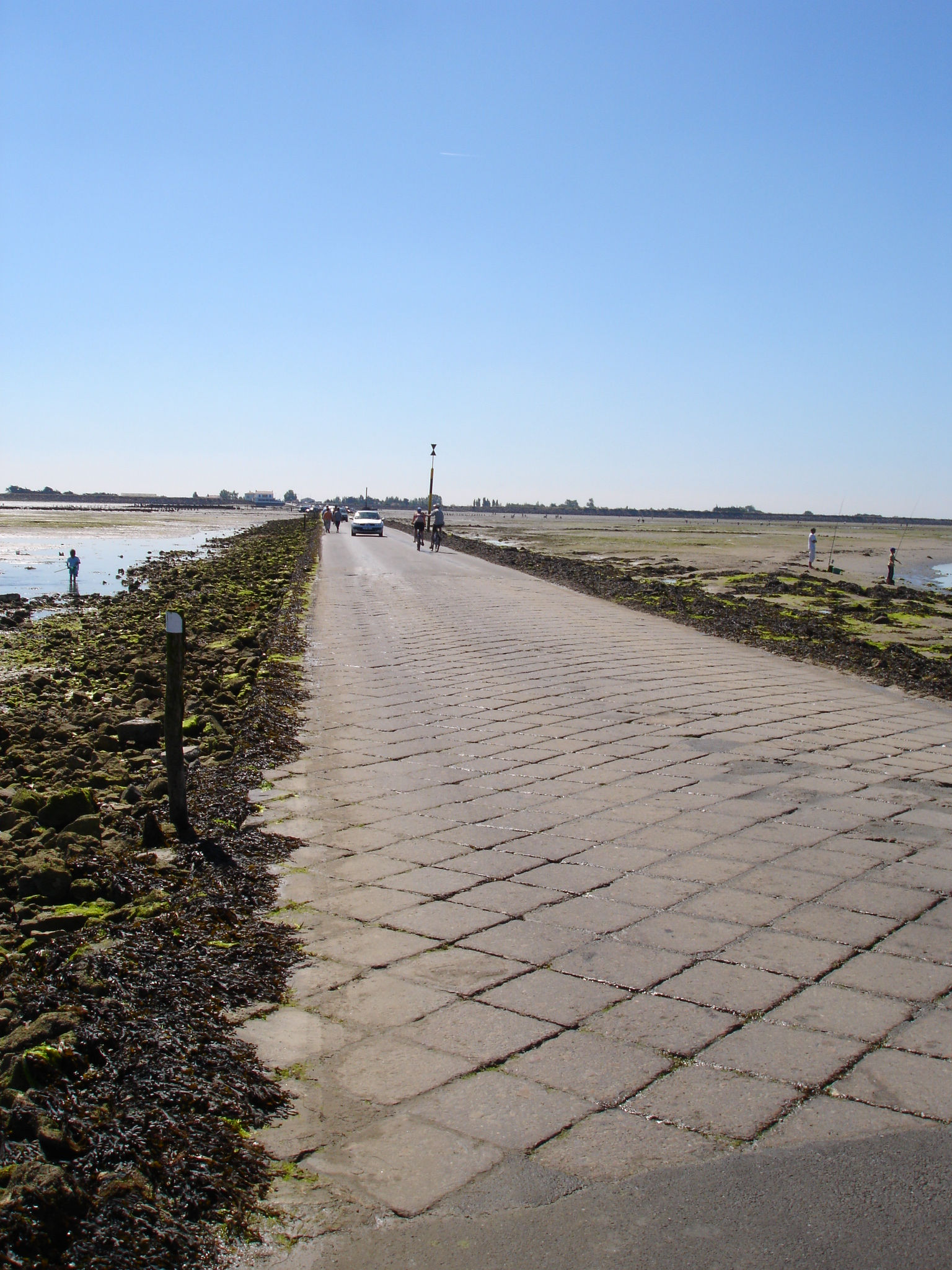
Il Passaggio del Gois, transitabile, durante la bassa marea

Il Passaggio del Gois (in francese Passage du Gois) è una strada naturale rialzata che collega il comune di Beauvoir-sur-Mer all'isola di Noirmoutier, in Vandea, sulla costa atlantica della Francia.
La strada rialzata è lunga complessivamente 4,125 km ed è soggetta ad allagamenti periodici, due volte al giorno, a causa dell'alta marea. A seconda dell'intensità della marea, l'altezza dell'acqua che ricopre il passaggio varia da 1,30 metri a 4 metri.
Sopra il percorso rialzato è stata realizzata una strada pavimentata, percorribile in automobile. Ogni anno si tiene una corsa podistica, la Foulées du Gois, che parte con l'inizio dell'alta marea.

## Origine del nome
Il nome Gois deriva dalla deformazione del termine francese gué che significa "guado", locuzione che ha dato origine a molti nomi di strade, sentieri, villaggi e città francesi.

## Pavimentazione stradale
Tra il 1935 e il 1939 si sono tenuti lavori di realizzazione della pavimentazione stradale del Passaggio del Gois. L'opera fu progettata dall'ingegnere Louis Brien, col supporto delle imprese Philbert Dupont de Noirmoutier e Jean Cornu de Bouin. Le opere di pavimentazioni dovevano necessariamente svolgersi durante le due fasi giornaliere di bassa marea. Una volta terminata la realizzazione di una superficie transitabile, il Passaggio del Gois divenne percorribile. La pavimentazione si compone di lastre in cemento armato delle dimensioni di 40 × 40 × 12 centimetri, posate in diagonale su un letto di sabbia e pietra naturale.

## Incidenti
Ancora oggi, il transito sul Passaggio del Gois può risultare molto pericoloso, in particolare se non si rispettano le fasce orarie in cui è prevista l'alta marea. Negli anni si sono verificati una serie di incidenti lungo il Passage du Gois:
Nel 1936, Clement Charbonnier, un notaio che possedeva una casa sull'isola di Noirmoutier, morì assieme alla domestica, mentre attraversava in macchina il Passaggio del Gois, ignorando le segnalazioni di alta marea.
Nel 2009, sulle rocce dell'isola di Noirmoutier venne ritrovato il corpo senza vita di una donna quarantatreenne residente a Machecoul, la cui scomparsa era stata denunciata la sera precedente al ritrovamento. La macchina della vittima è stata ritrovata vuota nel passaggio, abbandonata dalla conducente rimasta intrappolata a causa dell'alta marea.
Nel settembre 2020, una donna di 66 anni è annegata sul Passaggio del Gois mentre si trovava alla guida della propria auto nonostante l'alta marea. Mentre i quattro passeggeri sono riusciti a mettersi in salvo, la donna che era al volante è rimasta intrappolata in auto e il suo corpo senza vita è stato recuperato da un elicottero della Gendarmeria.

## Turismo
Il Passaggio del Gois è un'ambita meta turistica in quanto costituisce un accesso privilegiato all'isola di Noirmoutier. Molta della sua popolarità è infine dovute alla pesca sulla riva del passaggio di conchiglie e ostriche, che gli appassionati possono praticare durante le fasi di bassa marea.

## Il Passaggio del Gois nel Tour de France
Il Passage du Gois è stato più volte utilizzato come percorso durante il Tour de France. Nel 1999 si rivelò decisivo nella seconda tappa della gara ciclistica; infatti la superficie scivolosa causò una maxi-caduta nel gruppo che vide coinvolti anche alcuni dei favoriti per la vittoria finale, giunti al traguardo con un ritardo di quasi sei minuti: fra questi lo svizzero Alex Zülle, che terminò poi secondo nella classifica generale alle spalle di Lance Armstrong, in seguito squalificato per doping.
Il Passage du Gois è stato nuovamente utilizzato nella corsa del 2011, come punto di partenza della prima tappa.

## Il Passaggio del Gois nella letteratura
Nel 1961, Boileau-Narcejac presentarono nella propria opera Sepolcro d'acqua (titolo originale Maléfices) il particolare Passaggio del Gois.
Nel 2010, nel suo romanzo Boomerang, la scrittrice Tatiana de Rosnay colloca parte della trama sull'isola di Noirmoutier: Antoine, uno dei protagonisti, è stato affascinato fin dall'infanzia dal Passage du Gois. François Favrat ha diretto nel 2015 il film Boomerang, tratto dall'omonimo romanzo.

## Galleria d'immagini

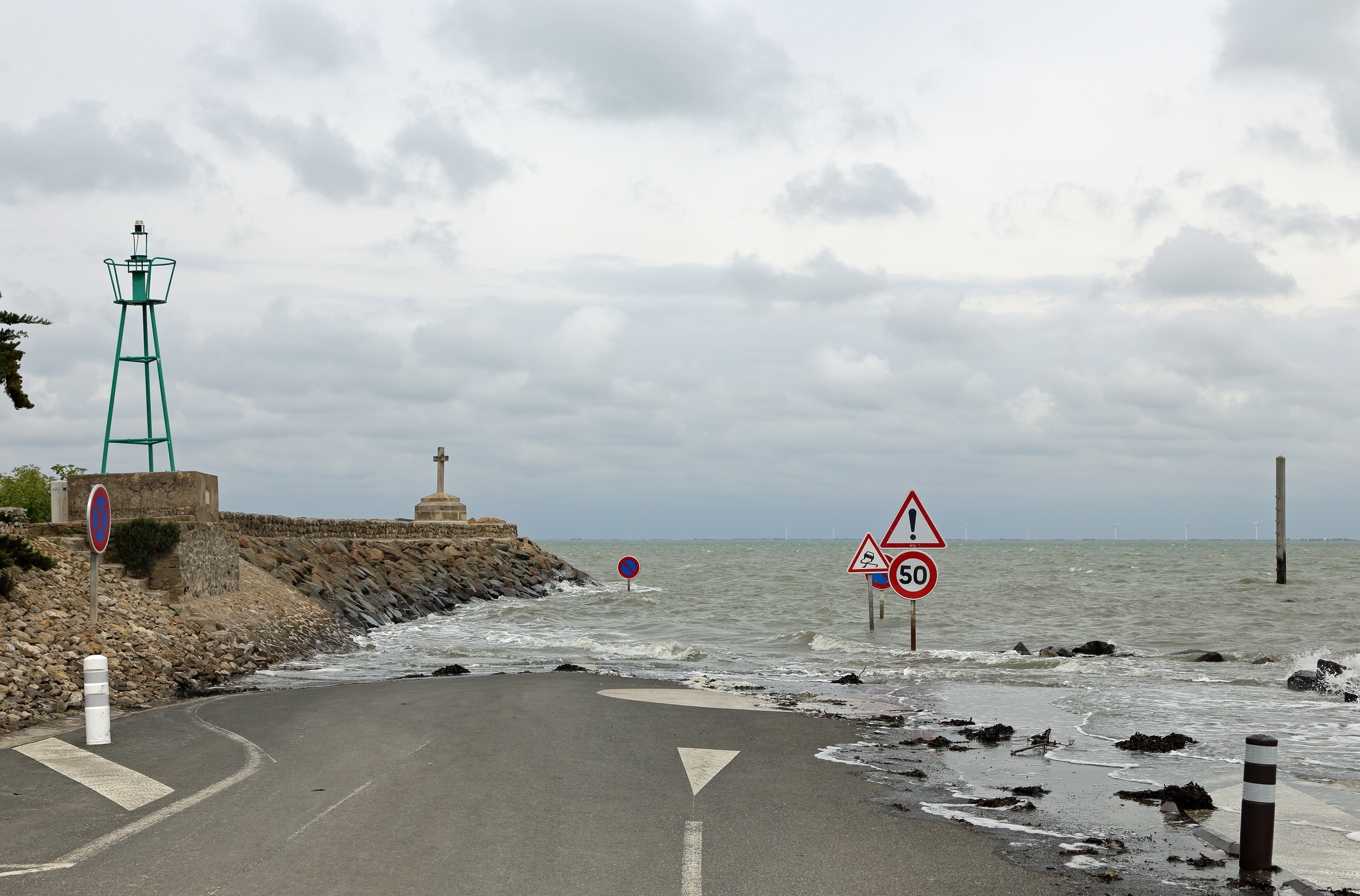
Passaggio del Gois allagato durante l'alta marea
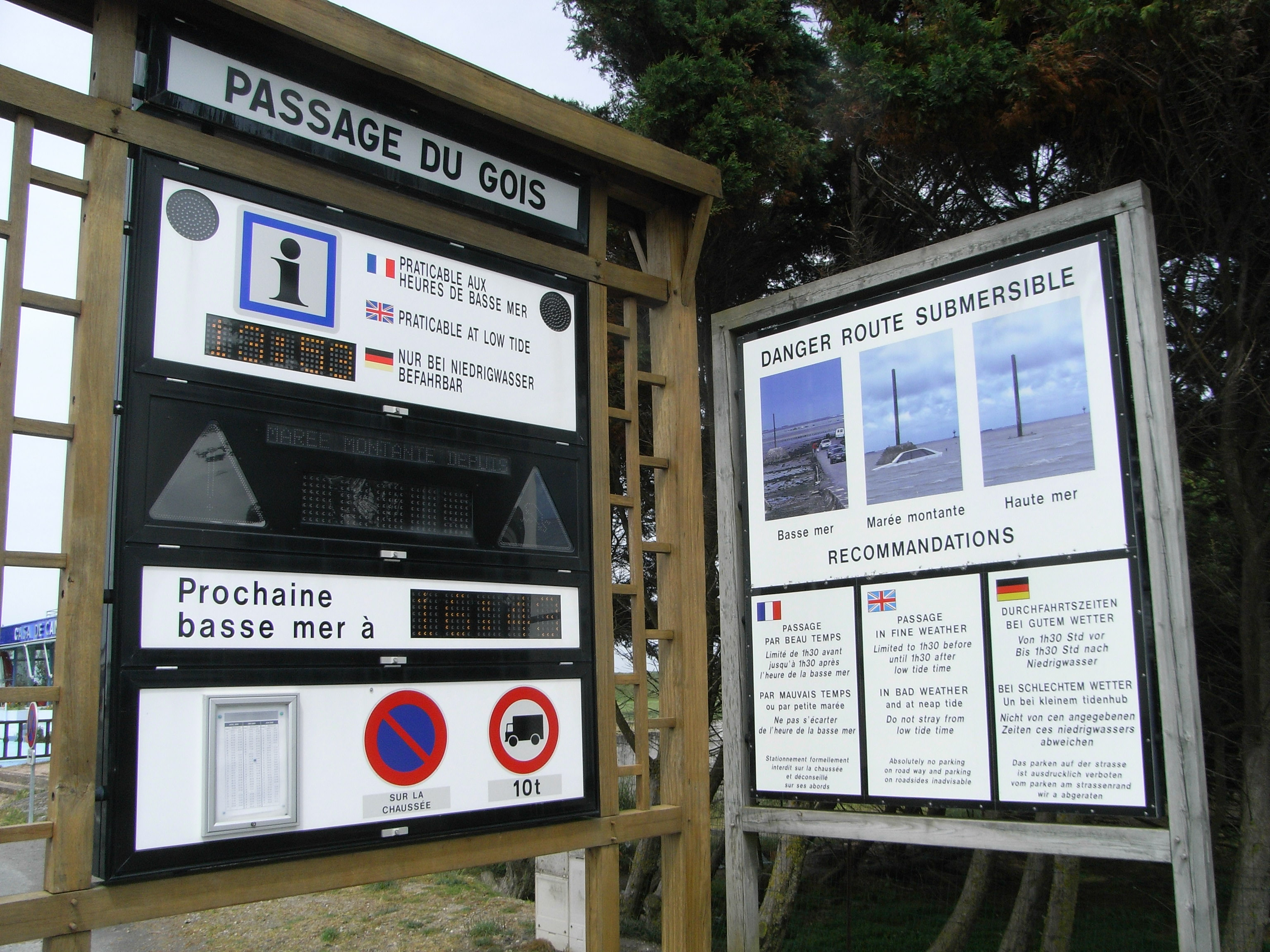
Bacheche con informazioni sulla marea
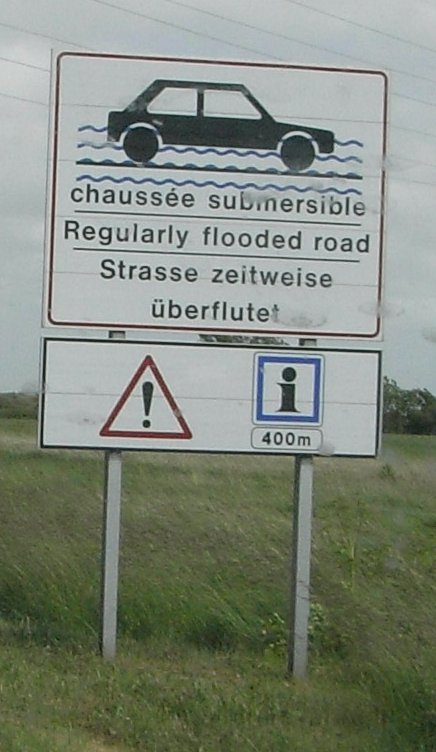
Segnale di preavviso che informa del rischio di allagamento
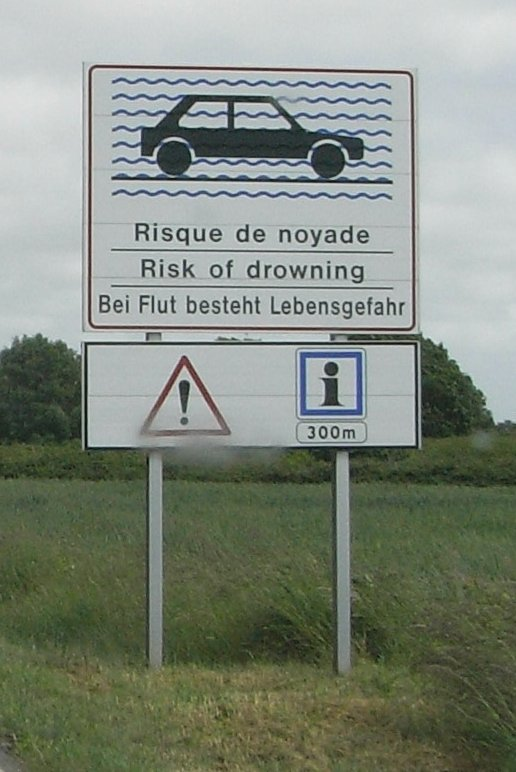
Segnale di preavviso che informa del rischio di annegamento
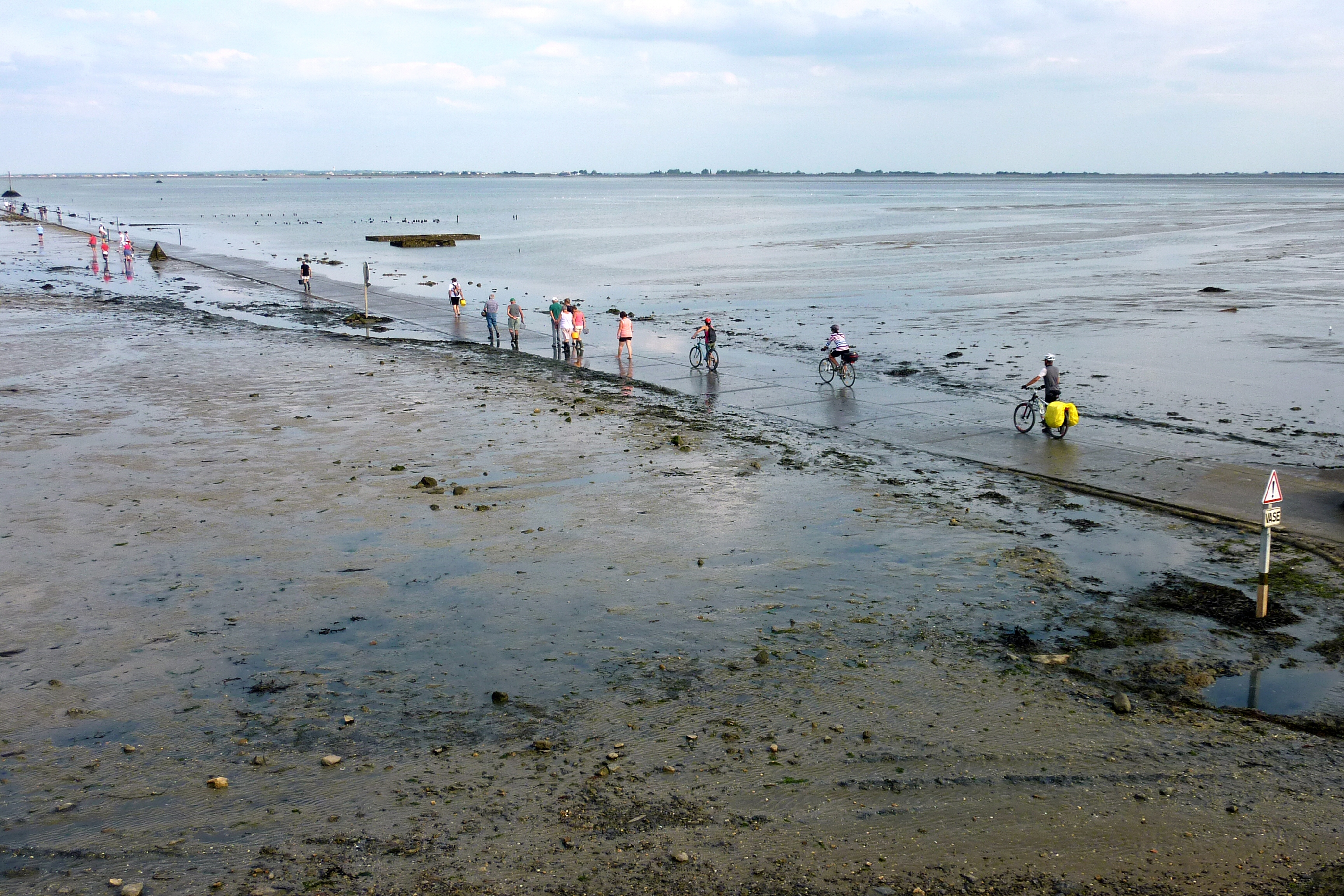
Pedoni e ciclisti in transito sul Passaggio del Gois durante la bassa marea